# Il sogno di una cosa
Il sogno di una cosa è il primo romanzo di Pier Paolo Pasolini, scritto nel 1949-50 ma pubblicato solo nel 1962 e originariamente intitolato I giorni del Lodo De Gasperi.

## Trama
La vicenda si svolge nel Friuli del secondo dopoguerra, a cavallo tra il 1948 e il 1949. Ne sono protagonisti tre giovani figli di braccianti, provenienti da Ligugnana, Rosa e San Giovanni - paesi nella pianura della destra Tagliamento in cui si svolge tutta l'azione.
Nini, Milio ed Eligio si incontrano e divengono amici in occasione della sagra del Lunedì di Pasqua di Casale. Ad accomunarli è la passione per la fisarmonica, la musica, il ballo e il vino, ma anche una ammirazione quasi fatale che finiscono per nutrire l'uno per l'altro. 
Fa da sfondo a tutto il romanzo l'estrema povertà di quel tempo, alla quale i tre giovani tentano di sottrarsi, come molti altri friulani, emigrando all'estero. Infatti, dopo qualche mese dall'inizio di questa amicizia, Milio parte per la Svizzera. Qui prova sulla propria pelle la difficoltà nel trovare un'occupazione in grado di riscattarlo dall'originaria miseria, ma anche la diffidenza nei confronti degli immigrati italiani. Pur dimostrando di essere in grado di integrarsi nel nuovo paese, Milio non riesce a sopportare a lungo la rigidità umana degli svizzeri provando forte nostalgia per la dimensione comunitaria da cui proviene.
Nini ed Eligio, invece, raggiungono in maniera rocambolesca la Jugoslavia, attratti dal sogno di costruirsi una nuova vita nel paese di Tito, liberi dallo sfruttamento e dalla discriminazione verso i ceti popolari. Devono però fare i conti con la dura realtà di un paese stremato dalla guerra e dal contrasto tra Tito stesso e Stalin (1948), contrasto di cui restarono vittime molti comunisti italiani come loro emigrati in Jugoslavia.
I tre amici fanno ritorno in Friuli quasi contemporaneamente e qui si impegnano - occupando le ville signorili - nelle lotte dei contadini affinché venga fatto rispettare il Lodo De Gasperi per una più equa distribuzione delle terre. Nel seguito del racconto - cadenzato dai ritmi della vita e dei riti comunitari contadini - le esistenze dei tre giovani si dipanano nell'aspirazione a una migliore condizione lavorativa e sociale, mentre a fare da sfondo restano la loro impetuosa, sensuale giovinezza e la voglia di amore e di amicizia, minacciate dalla cruda realtà di una vita di privazioni e di ingiustizia.
A chiudere la parabola di questi semplici alfieri di quella che Pasolini nel libro chiama "la migliore gioventù della riva destra" sopraggiunge la dolorosa morte, dopo una lunga malattia aggravata dal lavoro, di Eligio.

## L'opera
Il sogno di una cosa è la prima esperienza narrativa di Pasolini. Scritto tra il 1949 e il 1950, fu in realtà pubblicato appena nel 1962: è quindi un libro scritto negli anni della giovinezza - appena dopo il conseguimento della laurea, allorché Pasolini rientrò in Friuli da Bologna per insegnare -, ma pubblicato in un periodo particolarmente importante della produzione poetica e cinematografica di Pasolini.
Cionondimeno in questo testo possiamo trovare già tratteggiati molti dei temi che caratterizzeranno l'attività di Pasolini: non un protagonista innanzitutto ma molti protagonisti che in qualche modo stanno a significare il farsi della storia attraverso i piccoli tentativi dei molti, spesso falliti, di emancipazione dalla miseria e dai condizionamenti sociali.
In questo senso è esemplare il continuo scambio relazionale, pur conflittuale, tra le consuetudini e le limitazioni dettate dalle usanze religiose e dalle gerarchie sociali, e le possibilità e le aspirazioni al cambiamento derivanti dall'identificazione nel comunismo, scambio che attraversa potentemente la seconda parte del libro, ma sempre con la leggerezza sognante che ne caratterizza lo stile, e che sembra trovare la sua sintesi nelle tristi pagine finali.
Da un lato i giovani protagonisti sognano e inseguono una vita festosa, che fronteggi con l'allegria e la musica la pur onnipresente povertà, dall'altro coltivano una forte etica del "fare" più che del lavorare, amano la propria comunità in cui si identificano con naturalezza, non eccedono nella ricerca del piacere pur esprimendo una fortissima sensualità, ben tratteggiata sia nei giovani uomini che nelle timide, ma non insignificanti, figure femminili. 
Va forse interpretata in questo senso la citazione di Marx che Pasolini inserisce all'inizio del racconto e da cui prende il titolo:
È appunto "una cosa" che questi giovani, belli e sinceri, inseguono continuamente, ma non come un orizzonte lontano, una rivoluzione da fare chissà quando, ma nella semplice bellezza di ogni giorno e di ogni piccolo gesto. 
Come afferma Tina Crobeddu "ciò che questi personaggi dicono è esattamente ciò che pensano; tutto è trasparenza, non c'è mediazione, forse perché non possiedono quella malizia tipica delle menti abituate a pensare troppo. La vita, dalle loro parti, è veramente ridotta all'essenza: basta una bottiglia di vino, un'armonica e un po' di gente per dare una svolta a una serata, a un pomeriggio; basta vedere l'ingiusta ricchezza dei proprietari terrieri per far loro decidere che è giunto il momento di agire, non per un ideale comunista del quale sono culturalmente coscienti, ma per un comunismo che hanno dentro se stessi, una coscienza di classe che va al di là degli altisonanti discorsi politici".
Nella prefazione a una delle prime edizioni del libro si affermava che Il sogno di una cosa si inserisce nel filone neo-realistico dell'epoca ma solo per alcuni spunti, poiché la narrazione è "sfumata e lieve, quasi elegiaca dando un tono malinconico e di patetica dolcezza", e del resto è così che Pasolini descrisse sempre quel Friuli povero e rurale che per lui assunse caratteri mitici.
Il sogno di una cosa è un libro importante per chi voglia avvicinarsi al primo Pasolini, non è una lettura scontata seppur priva di artifici e di colpi di scena, anzi proprio quella lievità e quella dolcezza risultano così efficaci nel descrivere esistenze in continuo conflitto con un mondo per niente lieve.